# Maria Koburg
Maria Aleksandra Wiktoria Sachsen-Coburg-Gotha (ur. 29 października 1875 w Eastwell Park, Kent, zm. 10 lipca 1938 w Sinai) – królowa Rumunii.
Maria Koburg – jej pełne imię Marie Alexandra Victoria von Sachsen-Coburg und Gotha of Great Britain and Ireland zu Sachsen, była córką Alfreda, księcia Edynburga, oraz wielkiej księżnej Marii (jedynej córki cara Aleksandra II). Jej babką była królowa Wiktoria, która pieszczotliwie nazywała ją Missy. Jej siostrą była Wiktoria Melita Koburg – wielka księżna Hesji, a później wielka księżna Rosji, Aleksandra, księżna Hohenlohe-Langenburg oraz Beatrycze, księżna Hiszpanii.
Maria była kobietą o niezwykłej urodzie. Zalecali się do niej Mikołaj II i Jerzy V. Przyszły król Wielkiej Brytanii zakochał się w Marii, swojej kuzynce, i oświadczył się jej. Ojcowie obojga wyrazili zgodę na ślub, jednak matka Marii, gardząca brytyjską rodziną królewską, wolała, aby jej córki wyszły za mąż za kogoś spoza brytyjskiej dynastii.
10 stycznia 1893 roku poślubiła w Sigmaringen następcę tronu Rumunii, księcia Ferdynanda. Wydała na świat sześcioro dzieci:
1. Karola II (ur. 3 października 1893),
2. Elżbietę, królową Grecji (ur. 29 września 1894),
3. Marię, królową Jugosławii (ur. 6 stycznia 1900),
4. Mikołaja (ur. 5 sierpnia 1903),
5. Ileanę (ur. 23 grudnia 1908),
6. Mirceę, który zmarł w wieku czterech lat na dur brzuszny.

Małżeństwo nie było szczęśliwe. Księżna Maria, prowadząca długoletnią korespondencję z amerykańską tancerką, pisała w tajemnicy o odczuciach do swojego męża: niechęć, która wzrosła do wstrętu. Historycy zgadzają się, że ojcem księcia Mircei był jej długoletni kochanek Barbu Știrbey. Co do księżniczki Ileany nie ma już takiej pewności, podobnie jest z księżniczką Marią, przyszłą królową Jugosławii. Ojcostwo Ferdynanda w wypadku trzech najstarszych dzieci jest dość pewne.
W 1897 roku Maria miała romans z porucznikiem Zizi Cantacuzene. Związek ten stał się powszechnie znany, ale został szybko zakończony przez króla Karola I. W tym samym roku Maria zaszła w ciążę. Księżna udała się do matki do Coburga i więcej o dziecku nie słyszano. Spekulowano, że urodziło się martwe, lub zostało oddane do sierocińca. Niezależnie od prawdy, „historię tajemniczego dziecka Marii rumuńskiej” królowa wzięła za sobą do grobu.
Gdy Maria w 1899 roku była w ciąży z Marią, poprosiła króla Karola, aby mogła urodzić dziecko w rodzinnym Coburgu, gdzie panował jej ojciec. Po odmowie króla Maria oświadczyła, że ogłosi, że ojcem dziecka, którego się spodziewa, jest wielki książę Borys Władymirowicz (syn Włodzimierza Romanowa i wnuk cara Aleksandra II). Przerażony król zgodził się i przyszła królowa urodziła w Turyngii córkę, którą nazwano Maria, ale zawsze zwracano się do niej Mignon. Po tym, nie wiadomo, czy dla uniknięcia krytyki dynastii, czy rzeczywiście w to wierzył, następca tronu Ferdynand uznał dziecko za swoje.
Czwarte dziecko Marii, a zarazem drugi syn – Mikołaj – urodził się w 1903 roku. Według Pauliny Astor, siostry bliskiego przyjaciela i powiernika księżnej, oraz lekarza rodzinnego Astorów, ojcem Mikołaja nie był książę Ferdynand, a właśnie Waldorf Astor. Jednakże tak jak w przypadku Mignon, następca tronu uznał Mikołaja i kiedy książę dorastał, był bardziej podobny do Hohenzollernów niż do Astorów.
„Księżniczka Maria jest ładna, lubi taniec, teatr i wszelkiego rodzaju sporty. Niestety jest dość wyniosła i nie umiała, przynajmniej do tej pory, zyskać sympatii rumuńskiego ludu” – pisała, nie bez odrobiny satysfakcji, o swojej następczyni królowa Elżbieta. Osąd ten być może mógł być słuszny, niemniej jednak należy przypomnieć, że księżniczce Marii trudno było walczyć o serca Rumunów, które były już zajęte przez powszechnie lubianą Elżbietę. Ponadto Maria miała również aspiracje literackie, co podsyciło tylko rywalizację między obydwiema kobietami.

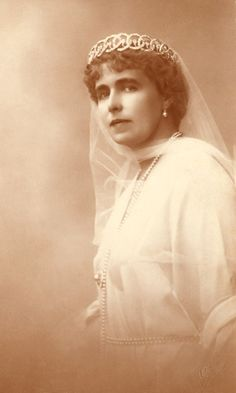
Maria Rumuńska

Po swojej koronacji w 1914 roku Maria tak pisała w swym dzienniku: „Jestem królową! Należę do mojego narodu, muszę dla niego żyć i w mojej duszy nie może zagościć strach”. Maria została koronowana w przededniu rozpoczęcia działań I wojny światowej. W ciągu trudnych lat walk Maria zbliżyła się do swych poddanych, którzy cierpieli tak jak ona. Pełną poświęcenia pracą w szpitalach zyskała sobie miano „matki rannych”. W czasie epidemii tyfusu, która spowodowała śmierć trzystu tysięcy osób – a więc więcej, niż wyniosły straty militarne – odmówiła nawet wkładania rękawiczek, kiedy umierający całowali jej dłonie. A kiedy ktoś chwalił ją za odwagę, odpowiadała: "To nie moja zasługa. Nie mam wyjścia: muszę być odporna".
Ambasador Francji w Rumunii opisywał ją jako „jedyne w swoim rodzaju połączenie anglosaskiej doskonałości i słowiańskiego wdzięku z pełną harmonii olśniewającą urodą”. Będąca utalentowaną pisarką i doskonałą amazonką, wiodła intelektualny prym na rumuńskim dworze; królowa interesowała się również malarstwem i innymi dziedzinami sztuki, nawet architekturą zieleni.
Maria stała się rumuńską patriotką, a jej wpływ w tym kraju był bardzo duży. A.L. Easterman pisze, że król Ferdynand był spokojnym, prostym człowiekiem o nieznaczącym charakterze... to nie on, ale Maria rządziła w Rumunii. Uznał on także, że sympatie królowej do Sojuszu „miały znaczący wpływ na poparcie ich przez Rumunię” w czasie wojny.
Rumunia wyszła zwycięsko z działań wojennych, powiększając dwukrotnie swe terytorium. Królowa Maria, wezwana przez premiera, aby udała się na pertraktacje do Francji, wypowiedziała swoje słynne zdanie: Rumunia potrzebuje twarzy i ja będę tą twarzą. Pojawienie się „Królowej-żołnierza” było sensacją, a ta gorliwie broniła interesów swojego kraju i to m.in. dzięki niej Rumunia osiągnęła tam tak dużo. Osiem lat po wstąpieniu na tron para królewska podjęła decyzję o uroczystej koronacji, która odbyła się 15 października 1922 roku w Transylwanii. Na koronację królowa Maria zamówiła koronę, którą wedle jej projektu wykonał dom Falize.
Król Ferdynand nigdy nie był blisko ze swoim synem Karolem, ale Marię i najstarszego syna łączyła głęboka więź miłości i sympatii. Jednak ich relacje pogorszyły się, gdy Karol sprzeciwił się związkowi matki z księciem Ştirbey. Kolejny konflikt wybuchł, kiedy królowa chciała wybrać przyszłą żonę dla syna, nie pozwalając mu samodzielnie podjąć decyzji.
Królowa Maria była gorącą zwolenniczką możliwie najściślejszego związku polityczno-wojskowego łączącego Rumunię z Polską. Stosowna konwencja została też podpisana w 1921 r.
W dniach 23–29 czerwca 1923 roku razem z mężem przebywała z oficjalną wizytą w Polsce. Służbę honorową przy rumuńskich gościach pełnił generał broni Tadeusz Rozwadowski. 26 czerwca 1923 roku uczestniczyła w „wielkich ćwiczeniach wojskowych na poligonie rembertowskim”. W czasie ćwiczeń zginął jej „drogocenny płaszcz”, który 4 lipca 1923 roku odnalazła polska żandarmeria.
Po śmierci męża Maria zajęła się pisaniem książek i wspomnień (Historia mojego życia). Królowa Maria zmarła w 1938 roku. Uroczystości pogrzebowe odbyły się sześć dni po jej śmierci w Bukareszcie, który ozdobiony był fiołkowo-różowymi kwiatami i kirem w tym samym kolorze, tak jak życzyła sobie tego zmarła.
Królowa Maria była pierwszą królewską wyznawczynią bahaizmu, pisała: To jest jak szeroki uścisk zgromadzenia wszystkich tych, którzy długo szukali słowa nadziei... zasmuconych przez ciągłe niesnaski wśród wiernych wielu wyznań i zmęczonych ich wzajemną nietolerancją, odkryłam w bahaizmie prawdziwego ducha nauczania Chrystusa, tak często odrzucanego i niezrozumianego.

## Pomniki
Mołdawski rzeźbiarz Wiaczesław Żyglicki wzniósł pomnik królowej Marii Rumuńskiej w Kiszyniowie (2025)

## Odznaczenia
- Krzyż Wielki Orderu Karola I
- Łańcuch Orderu Ferdynanda I[4]
- Krzyż Wielki Orderu Korony Rumunii
- Medal za „Męstwo Wojskowe”
- Krzyż Wielki Orderu Legii Honorowej – Francja
- Order Orła Białego – Polska, 1923[5]

## Literatura
- Marie Queen of Roumania, The story of my life, New York 1934
- K. Dach, Polsko-rumuńskie stosunki polityczne w XIX w., Warszawa 1999
- F. Anghel, Okupacja Pokucia przez Armię Rumuńską (24 maja – początek sierpnia 1919) i początki stosunków polsko-rumuńskich, “Przegląd Historyczny”, 1998, z. 2
- G. Tutui, M. Popa, Hohenzollernii în Romînia, Bucuresti 1962
- M. Patelski, Generał broni Tadeusz Jordan Rozwadowski żołnierz i dyplomata, Warszawa 2002
- Diana Fotescu, Americans and Queen Marie of Romania, Portland 1998, Oxford: Iasi
- Diana Mandache (Fotescu), Later Chapters of My Life. The Lost Memoir of Queen Marie of Romania, Sutton 2004, ISBN 978-0-7509-3691-0

## Królowa Maria w filmie
- 2019 – dramat rumuński Maria, królowa Rumunii, w rolę królowej wcieliła się Roxana Lupu[6]